# Chiara Kerper
Chiara Kerper (* 25. September 1998 in Baden, Niederösterreich) ist eine österreichische Musikerin und ehemalige Teilnehmerin der Talentshow Die große Chance im Österreichischen Rundfunk.

## Biografie
Nachdem sie bereits an mehreren Wettbewerben wie NÖN sucht das größte Talent, Show4Kids, SingingYoungStars und Kiddy Contest (2010/2011 Semifinalistin) teilgenommen hatte, bewarb sie sich im Sommer 2011 bei der Talentshow „Die große Chance“ und schaffte es dort bis ins Halbfinale. In der zweiten Folge der ersten Staffel präsentierte Chiara ihre eigene Interpretation des Shakira-Songs Waka Waka (This Time for Africa) und bekam durchwegs positive Bewertungen von der Jury, von welcher sie auch ins Halbfinale gewählt wurde. Juror Sido bezeichnete sie sogar als seine Favoritin. Auch auf YouTube schaffte ihre Aufnahme innerhalb weniger Stunden mehrere tausend Klicks. Umso größer war die Überraschung, als sie mit dem Lied Tik Tok (Originalversion von Kesha) in der ersten Halbfinalshow ausschied. Anfang November 2011 gelang ihr mit beiden Songs der Einstieg in die Ö3 Austria Top 40.
Chiara Kerper wohnt in Ebreichsdorf (Niederösterreich) und besuchte ab 2009 ein Gymnasium in Eisenstadt.

## Diskografie
Singles
- Waka Waka (This Time for Africa), eigene Interpretation (Originalversion von Shakira) (2011)
- Tik Tok (Originalversion von Kesha) (2011)